# 📅
📅  is een teken uit de Unicode-karakterset dat een kalender voorstelt. Deze emoji is in 2010 geïntroduceerd met de Unicode 6.0-standaard. Deze emoji moet niet verward worden met 📆, de scheurkalender.

## Betekenis

De weergave van de kalender emoji in Android Oreo

Deze emoji stelt een maandkalender voor, en wordt vaak gebruikt om een datum mee aan te duiden, of een afspraak. Hoe deze emoji wordt afgebeeld verschilt nogal per technologieaanbieder; de meest bekende implementatie is die van Apple's iOS, waar op de kalender de datum 17 juli wordt aangegeven. Deze weergave leidde ertoe dat 17 juli gekozen is als datum voor de wereldemojidag.
De keuze van Apple voor deze dag zou gelegen zijn in het gegeven dat op 17 juli 2002 iCal voor de Mac werd aangekondigd.
Twitter gebruikt een andere datum voor 📅, namelijk 21 maart. Dat is de dag dat het bedrijf is opgericht. Aanvankelijk liet de twitter-emoji 15 juli zien, de dag dat Twitter de lucht in ging, maar dat lag te dicht bij 17 juli, hetgeen voor verwarring zou kunnen zorgen. Whatsapp en Facebook Messenger gebruiken weer andere data.

## Codering

### Unicode
In Unicode vindt men de 📅 onder de code U+1F4C5 (hex).

### HTML
In HTML kan men in hex de volgende code gebruiken: &#x1F4C5;
In decimaalnotatie werkt de volgende code: &#128197;

### Shortcode
In software die shortcode ondersteunt, kan het karakter worden opgeroepen met de code :date:.

### Unicode annotatie
De Unicode annotatie voor toepassingen in het Nederlands (bijvoorbeeld een Nederlandstalig smartphone toetsenbord) is kalender. Een aanvullend sleutelwoord is datum. Interessant genoeg kent de Afrikaanse implementatie ook het sleutelwoord almanak.